# Битва при Криволаке (1915)
О сражении Второй Балканской войны см. Сражение при Криволаке (1913)
Битва при Криволаке 17 октября — 21 ноября 1915 года — сражение Первой мировой войны на Салоникском фронте, между французскими и болгарскими войсками, завершилось победой болгарских войск, которые сумели остановить продвижение французских войск и вынудили их к отступлению.
С вступлением Болгарии в войну, болгарские войска довольно успешно наступали в Сербии. В начале октября в Салониках высадились англо-французские войска для поддержки сербской армии. Вскоре французские силы выдвинулись к реке Вардар в Македонии, чтобы разбить части 2-й болгарской армии и восстановить связь с сербскими войсками, прерванную болгарскими войсками.

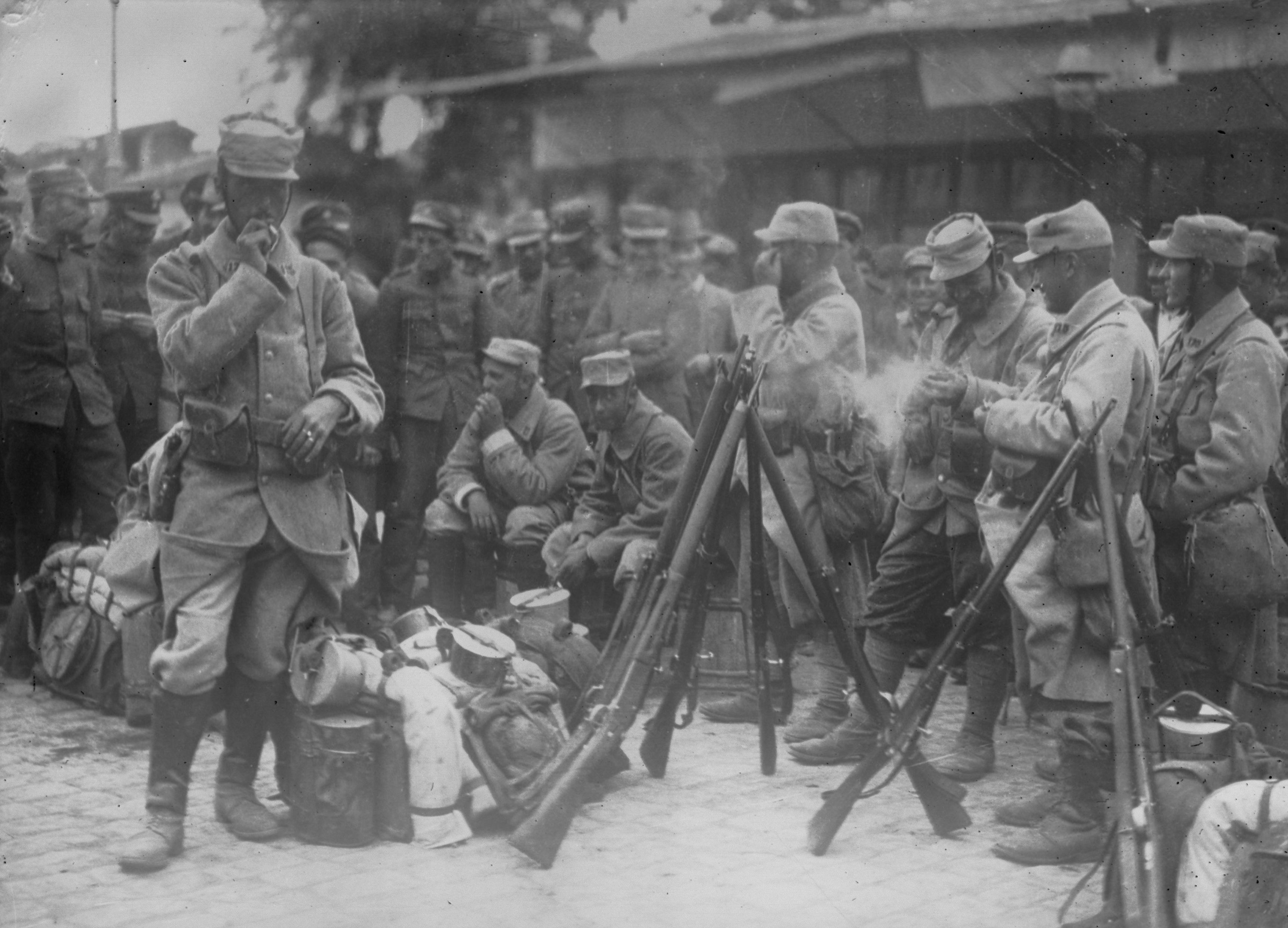
Высадка французских войск в Салониках.

Французским частям, в основном из 57-й пехотной дивизии, была поставлена задача защитить железнодорожную линию Ниш-Салоники. В районе села Криволак французы столкнулись с болгарскими войсками. Вскоре после этого в район Криволака прибыли оставшиеся части 57-й дивизии и 156-й стрелковой дивизии. Французские части развернулись на протяжении до 50 км.
2 ноября части 57-й стрелковой дивизии получили приказ генерала Саррайя выдвинуться к реке Црна и овладеть переправами через реку. В то же время 2-я болгарская армия находилась в районе Криволака, стремясь отрезать сербской армии единственный путь отхода, через северную Албанию. Захватив восточный берег Вардара, болгары заблокировали движение поездов на линии Ниш — Салоники.

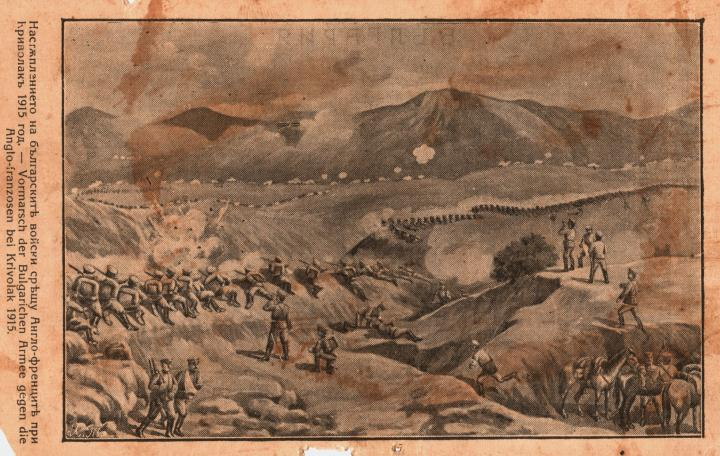
Болгарская открытка, посвященная сражению

3 ноября болгарские части атаковали южный фланг войск генерала Саррайя, контролировавших железнодорожную линию в Вардарской долине. Первоначально французские войска добились успеха, но после прибытия подкрепления численность болгарских войск увеличилась до 60 000 солдат. Численное превосходство болгарской армии грозило окружить и уничтожить французские части.
12 ноября информация о разгроме сербов дошла до французского командования. Французское правительство приказало генералу Сарраю прекратить все операции и отступить к Битоле из-за враждебности греческого королевского правительства, что опасно подвергло французский тыл потенциальному нападению войск Греции. Саррай не выполнил этот приказ, несмотря на усиление болгарских атак. Только в ночь с 20 на 21 ноября французская 122-я пехотная дивизия после боя с болгарами очистила южный берег реки Черны. 22 ноября две сербские дивизии предприняли неудачный штурм Скопье, и поражение сербов устранило необходимость дальнейшего наступления Антанты в Вардарской Македонии, что позволяло французам эвакуировать свои войска из региона. 27 ноября начался отход всего корпуса Саррая с территории Сербии в Грецию.
5 декабря болгарское командование двинуло в наступление части 2-й армии. 6 декабря французский корпус под давлением болгар начал медленно отходить по долине реки Вардара, имея на своем правом фланге 10-ю пехотную английскую дивизию, которая 8 декабря дрогнула на своем левом фланге и потеряла 10 орудий. Вследствие этого правый фланг французов оказался обнаженным, и весь корпус принужден был отойти на новый рубеж. В дальнейшем корпус Саррая, преследуемый четырьмя болгарскими дивизиями, стремившимися выиграть его фланги, продолжал отход на Салоники, не будучи в состоянии задержаться на рубежах у озера Дойран. С 11 декабря экспедиционный корпус уже оказался на греческой территории и отошел на укрепленную позицию в районе Салоник, которую начали сооружать уже с начала октября. 